# DJuSSz-3 Iwano-Frankiwsk
DJuSSz-3 Iwano-Frankiwsk (ukr. «ДЮСШ №3» Івано-Франківськ, Dytiaczo-Junaćka Sportywna Szkoła nr 3 Iwano-Frankiwśk) – ukraińska sportowa szkoła średnia w Iwano-Frankowsku. Uczelnia została założona 1 października 1982 w mieście Iwano-Frankiwsk, na zachodzie kraju.

## Informację ogólne
Szkoła Sportowa dla dzieci i młodzieży nr 3 powstała w Iwano-Frankiwsku 1 października 1982 roku. Od 2019 roku uczelnia posiada pierwszy poziom akredytacji i zrzesza 7 działów z 6 dyscyplin sportowych. W 54 grupach szkoli się ponad 700 uczniów i uczą 27 nauczycieli (18 w pełnym wymiarze godzin i 9 w niepełnym wymiarze godzin). Wśród kadry trenerskiej Szkoły wielu nauczycieli posiada najwyższą kategorię kwalifikacji.

## Struktura
Oddziały (ukr. - відділи):
- piłka nożna z futsalem (chłopcy i dziewczęta),
- szachy,
- piłka ręczna,
- taekwondo WTF,
- podnoszenie ciężarów,
- pchnięcie kulą.

## Historia
Początkowo klub piłkarski DJuSSz-3 występował w różnych turniejach towarzyskich. Na początku 2001 rozpoczęto rozgrywki Juniorskich Mistrzostw Ukrainy w piłce nożnej o nazwie DJuFLU, w których udział wzięła również drużyna DJuSSz-3.
W 2008 sekcja futsalu kobiet nawiązała współpracę z klubem Naftochimik Kałusz i potem z nazwą Naftochimik-DJuSSz-3 Kałusz występowała w Pierwszej Lidze. W rozgrywkach Pucharu Ukrainy w 2009 i 2011 klub dotarł do finału. Po tym, jak we wrześniu 2013 Naftochimik Kałusz został rozwiązany, na bazie Szkoły Sportowy został utworzony klub futsalu kobiet Oswita-DJuSSz-3.
W 2016 po podpisaniu umowy o współpracę z klubem Tepłowyk Iwano-Frankiwsk sekcja piłki nożnej mężczyzn występowała z nazwą Tepłowyk-DJuSSz-3 Iwano-Frankiwsk w mistrzostwach obwodu.
W sezonie 2020/21 sekcja futsalu kobiet z nazwą DJuSSz-3 Iwano-Frankiwsk brała udział w rozgrywkach futsalowej Pierwszej Ligi kobiet.

## Znani absolwenci
- Ihor Chudobjak – ukraiński piłkarz, były zawodnik reprezentacji Ukrainy.
- Andrij Chomyn – ukraiński piłkarz, były zawodnik reprezentacji Ukrainy i Turkmenistanu.
- Petro Szoturma – ukraiński zawodnik futsalu, uczestnik Mistrzostw Świata i Mistrzostw Europy w futsalu.
- Oksana Jakowyszyn – ukraińska piłkarka, uczestniczka Mistrzostw Europy w piłce nożnej kobiet.
- Mariana Iwanyszyn – ukraińska piłkarka, zawodniczka kobiecej reprezentacji Ukrainy w piłce nożnej.
- Wołodymyr Onyszczuk – ukraiński szachista i międzynarodowy arcymistrz.
- Witalij Ponomarenko – ukraiński trójboista siłowy, mistrz sportu klasy międzynarodowej, mistrz i rekordzista świata.